# Sovromcuarțit
Sovromcuarțit (sau Sovromquarțit, Sovromcuarț) a fost o societate minieră româno-sovietică de tip Sovrom care se ocupa de extragerea minereurilor de uraniu din Republica Populară România precum și de cercetarea geologică pentru zăcăminte de uraniu din România. Denumirea aleasă pentru acest sovrom avea menirea de a camufla adevăratul scop de activitate, care nu era aceea de extragere a cuarțului ci aceea de extragere a uraniului. Deși a avut o durată de viață de numai 4 ani, în mare parte prin intermediul ei, în perioada 1952 - 1960, România a furnizat Uniunii Sovietice circa 18.000 tone de uraniu metal, în condiții net defavorabile Statului Român.

## Înființarea
Convenția pentru înființarea Sovromcuarțit a fost semnată la 31 decembrie 1951. A fost una dintre ultimele trei sovromuri înființate, și totodată una dintre ultimele desființate, cu o durată de viață scurtă, dar o activitate deosebit de intensă. Înființarea ei a avut loc în cadrul acordului semnat de România cu Uniunea Sovietică în vederea plății datoriilor de război și pe fondul interesului crescând al sovieticilor pentru energia nucleară. În această perioadă uraniul căpătase o importanță strategică în lupta pentru supremația atomică în care se angajaseră marile puteri ale lumii și în special URSS. În acest context, Uniunea Sovietică și-a manifestat deosebitul interes pentru exploatarea uraniului din România, cu atât mai mult cu cât România se afla sub dominația economică și politică a acesteia. 
Sovromcuarțit și-a început activitatea productivă în aprilie 1952 iar actul constitutiv a fost finalizat în luna august al aceluiași an. Aportul de capital a fost egal din partea celor două state, iar cheltuielile și beneficiile urmau a fi, cel puțin teoretic, împărțite în mod egal. 

## Activitatea
Încă de la început, scopul Sovromcuarțit a fost acela de a exploata cele mai mari mine de uraniu din țară, cele de la Ștei și Băița, din județul Bihor. În mare parte activitatea societății s-a concentrat pe exploatarea acestor mine, dar nu s-a limitat doar la aceasta. A mai condus și activități de cercetare geologică iar în paralalel s-a mai ocupat de executarea de construcții de infrastructură (căi ferate, drumuri), clădiri de locuințe (colonii), clădiri industriale, linii de energie electrică. Avea un personal de 15.942 angajați.
Societatea s-a concentrat pe exploatarea minereurilor de uraniu de cea mai bună calitate și în cel mai scurt timp posibil, ignorând procedeele de exploatare rațională a uraniului, dar și standardele și măsurile speciale de protecție necesare manipulării materialului radioactiv. Mai târziu, impactul negativ pe care exploatarea irațională l-a cauzat minelor, a fost suportat de Statul Român. În ciuda caracterului mixt al societății, sovieticii au impus proprii specialiști în toate punctele cheie, împiedicând ocuparea și formarea specialiștilor români. Practic întreaga conducere era sovietică. Aceasta decidea termenii tehnici de exploatare, dar și mai mult, decidea prețul de vânzare al uraniului. Acesta era stabilit la un nivel fix, care era mult sub prețul uraniului pe piața mondială. Deși partea română a încercat să negocieze aducerea procesului de rafinare și prelucrare în România, pentru a mări valoarea adăugată care ar fi rămas în țară, partea sovitică s-a opus, puterea contractuală permițându-i să stabilească propriile condiții.
În ce privește activitatea de cercetare geologică, lucrările erau efectuate exclusiv de specialiștii sovietici, specialiștii români fiind excluși. Cercetările și exploatările ulterioare care au avut loc, au necesitat noi investiții, din moment ce planurile și documentele care au fost întocmite de Sovromcuarțit, nu au fost puse la dispoziția Statului Român.
În perioada 1952 - 1960, România a furnizat Uniunii Sovietice 17.288 tone de uraniu metal, care a fost utilizat, cel puțin parțial, la programul sovietic de bombe atomice. Tot minereul de uraniu era transportat în afara României pentru a fi procesat, la început în Sillamäe, Estonia. Concentratul de uraniu era mai departe folosit în exclusivitate de Uniunea Sovietică. Într-o ședință plenară a Comitetului Central al Partidului Muncitoresc Român, din 15-22 aprilie 1964, Bujor Almășanu îi raporta lui Gheorghe Gheorghiu-Dej: „Am livrat 18.000 tone uraniu metal, iar pentru o centrală de 500 MW trebuie o încărcătură de 100 de tone și apoi pentru fiecare an 70 de tone.”

## Desființarea
Pe fondul nemulțumirii liderilor comuniști români, România a început să se distanțeze de politica Uniunii Sovietice și în consecință a început să facă presiuni pentru limitarea implicației sovieticilor în economia Românească, mai ales prin intermediul sovromurilor. S-a constituit un plan pentru răscumpărarea sovromurilor de către Statul Român, Sovromcuarțul fiind una dintre cele mai „sensibile” dintre acestea. Liderii comuniști nu au căzut de la început de acord cu răscumpărarea ei, temându-se că vor deranja prea mult interesele sovieticilor. Inițial s-a decis reevaluarea prețurilor cu care Sovromcuarțit furniza uraniul sovieticilor, de la prețul fix precedent la valoarea internă din România. 
La 22 octombrie 1956 s-a semnat Convenția de preluare, care ducea la desființarea Sovromcuarțit și Sovrompetrol, ultimele 2 sovromuri rămase. Convenția stipula că Statul Român va răscumpăra participația URSS, evaluată la 413 milioane ruble, pe o perioadă de 10 ani, în rate egale, începând cu 1961. Totodată guvernul înființa societatea „Cuarțit”, care prelua activitatea Sovromcuarțit. La punctul 5 din Convenție, Statul Român se angaja ca întreaga producție a noii intreprinderi Cuarțit să fie vândută URSS, „cu excepția părții de care avea nevoie economia națională a R.P.R.” Prețul de vânzare a uraniului era unul stabilit de comun acord de cele două părți iar plățile erau efectuate prin livrări de mărfuri din URSS în R.P.R. la prețuri de acord comercial. „Cuarțit” a fost desființată în 1961.